# نورما شيرر
نورما شيرر (بالإنجليزية: Norma Shearer)‏ ممثلة كندية (ولدت يوم 10 أغسطس من العام 1902 - الوفاة 12 يونيو 1983) بدأت مسيرتها الفنية عام 1919، حازت في عام 1930 على جائزة الأوسكار لأفضل ممثلة عن دورها في فيلم المطلقة .

## المسيرة المهنية

### هوليوود
غادرت شيرر نيويورك في نحو 17 فبراير. شعرت بينما كان قطارها يقترب من لوس أنجلوس أنها «واثقة بشكل خطير من نفسها» كونها برفقة والدتها (إديث). عندما لم يأت أحد للترحيب بها، حتى بعد ساعة من وصولها، أدركت أنه لن تُعامل معاملة للنجوم من شركتها الجديدة. بخيبة أمل، سمحت لإديث بالتلويح لسيارة أجرة.
في صباح اليوم التالي، ذهبت شيرر إلى شركة ماير في موقعها على ميشين رود للقاء ثالبرغ. أحست شيرر بالضياع لحظيًا بسبب تعارفهما المشوش، ولكن سرعان ما وجدت نفسها «أعجبت بجو القوة غير العاطفية الذي يحيط نفسه به، وتملكه الهادئ لنفسه وعينيه اللتين لا يمكن سبر غورهما بلونهما المقارب إلى السواد والموضوعتين في وجه زيتونيّ شاحب».

### الممثلة
كانت شيرر أقل تأثُرًا بأول اختبار لها على الشاشة: «كانت العادة وقتها استخدام الإضاءة المسطحة، لإلقاء قدر كبير من الضوء من جميع الاتجاهات، لمحو جميع الظلال التي قد تسببها التجاعيد أو العيوب. ولكن الأضواء القوية الموضوعة على جانبي وجهي جعلت عيني الزرقاء تبدو بيضاء اللون تقريبًا، وبإزالة أنفي تقريبًا، جعلتني أبدو حولاء. كانت النتيجة بشعة.»
في اليوم التالي لعرض الاختبار على ماير وثالبرغ، وجد المصور إرنست بالمر شيرر شديدة الاهتياج وترتعش غضبًا في الرواق. وبحديثه معها، صُعق من «خيبة أملها الشرسة، التي تصل تقريبًا إلى حد السخط»، وبعد مشاهدة الاختبار بنفسه، وافق على أنها «قد عوملت بشكل سيء». تحت إشراف بالمر الخاص، أُجري لها اختبار ثانٍ وحكم عليه بالنجاح من قِبل استوديو براس. بدا الدور الأساسي في ذا وانترز مناسبًا لها، حتى اعترض مخرج الفيلم، الذي وجدها «غير جذابة فوتوغرافيًا». مرة أخرى، أصيبت شيرر بخيبة أمل، كونها هبطت إلى دور ثانويّ.
قبلت دورها التالي في بليجر ماد (مجنون المتعة)، واعية بأنه «كان من المفهوم جيدًا أنه إذا لم أقم بعمل جيد في هذا الفيلم فقد انتهى أمري». بعد بضعة أيام فقط من بدء التصوير، لم تكن الأمور جيدة. كانت شيرر تكافح. أخيرًا، اشتكى مخرج الفيلم إلى ماير من أنه لا يستطيع إخراج أي شيء من الممثلة الشابة، وعندما استُدعيت إلى مكتب ماير، أيقنت بوقوع أشد ما تخشاه: «لكن لدهشتي، كانت طريقة السيد ماير أبوية». إذ قال لي «يبدو أن هناك مشكلة، أخبريني ماذا حدث». أخبرته أن المخرج قد صرخ في وجهي وأخافني. لم يحذرني أحد من أن ماير كان ممثلاً أفضل من أي واحد منا، فلم أكن مستعدةً لما حدث بعد ذلك. إذ أظهر ثورة مخيفة، فوصفني بالحمقاء والجبانة، واتهمني بالتخلي عن مسيرتي لأنني لم أستطع التعامل مع مخرج، نجحت طريقته، امتلأت عيناي بالدموع ولكني أصبحت عنيدة. قلت له: «سأريك!" «سترى!». سعيدًا، استعاد ماير طريقته الأبوية، فقال وهو يبتسم: «هذا ما أردت سماعه». عند عودتها إلى موقع التصوير، اندفعت شيرر في مشهد عاطفي. تتذكره قائلة: «فعلت كل ما قد يستلزمه تمثيل هذا المشهد»، ما جعلها تحظى باحترام مخرجها وزملائها من العاملين في الاستوديو. على سبيل المكافأة، عيَّنها ثالبرغ ضمن طاقم ستة أفلام خلال ثمانية أشهر.
أفاد التدريب المهني شيرر جيدًا. في 26 أبريل 1924، دُمجت شركة لويس بي. ماير بيكتشرز مع شركة مترو بيكتشرز وشركة صامويل غولدوين بيكتشرز لتشكيل مترو غولدوين ماير. عُينَّت شيرر مع لون تشاني وجون جيلبرت في الإنتاج الرسمي الأول للاستوديو، هي هو جيتس سلابد (هو الذي صُفِع). حقق الفيلم نجاحًا رائعًا وساهم في الصعود الصاروخي للشركة الجديدة، وفي ظهور شيرر. بحلول أواخر عام 1925، كانت تمثل في أفلامها الخاصة، ونجمة أصيلة، وإحدى أكبر عوامل الجذب في إم.جي .إم. وقعت عقدًا جديدًا؛ بموجبه دُفع لها 1000 دولار في الأسبوع ثم ارتفع الرقم إلى 5000 دولار على مدى السنوات الخمس التالية. اشترت منزلاً لنفسها وإديث في 2004 فاين ستريت، وهو المنزل الذي كان يقع تحت علامة هوليوود لاند.

## روابط خارجية
- نورما شيرر على موقع IMDb (الإنجليزية)
- نورما شيرر على موقع الموسوعة البريطانية (الإنجليزية)
- نورما شيرر على موقع روتن توميتوز (الإنجليزية)
- نورما شيرر على موقع ألو سيني (الفرنسية)
- نورما شيرر على موقع ميوزك برينز (الإنجليزية)
- نورما شيرر على موقع تيرنر كلاسيك موفيز (الإنجليزية)
- نورما شيرر على موقع أول موفي (الإنجليزية)
- نورما شيرر على موقع قاعدة بيانات الأفلام السويدية (السويدية)
- نورما شيرر على موقع إن إن دي بي (الإنجليزية)
- نورما شيرر على موقع ديسكوغز (الإنجليزية)